# Головін (Аляска)
Головін (англ. Golovin, інуп. Siŋik) — місто (англ. city) в США, в окрузі Ноум штату Аляска. Населення — 175 осіб (2020).
Головін розташоване в південній частині півострова Сьюард на мисі, який відділяє лагуну Головніна від затоки Головніна, саме місто протягом своєї історії втратило одну н і носить назву Головін; місцева назва — Чінік. Адміністративно відноситься до зоні перепису населення Ном штату Аляска. У західній частині міста розташований однойменний аеропорт. Названий на честь мореплавця Василя Головніна.

## Історія
1887 року в місті з'явилася перша школа та церква, заснована шведськими місіонерами, 1899 року з'явилося поштове відділення, перше на півострові. 1898 року неподалік від поселення було виявлено золото, і Головін на 2-3 роки став центром переправлення жовтого металу в Штати, поки не вичерпалися розвідані родовища. Місто є важливим пунктом на маршруті перегонів на собачих упряжках Iditarod Trail Sled Dog Race.

## Географія
Головін розташований за координатами 64°33′49″ пн. ш. 163°0′4″ зх. д. / 64.56361° пн. ш. 163.00111° зх. д. (64.563667, -163.001003).  За даними Бюро перепису населення США в 2010 році місто мало площу 9,64 км², уся площа — суходіл. В 2017 році площа становила 10,71 км², уся площа — суходіл.

## Демографія
Згідно з переписом 2010 року, у місті мешкало 156 осіб у 49 домогосподарствах у складі 33 родин. Густота населення становила 16 осіб/км².  Було 64 помешкання (7/км²).
Расовий склад населення:
| - 92,9 % — корінних американців - 4,5 % — білих |

До двох чи більше рас належало 1,9 %. Частка іспаномовних становила 0,6 % від усіх жителів.
За віковим діапазоном населення розподілялося таким чином: 41,0 % — особи молодші 18 років, 54,5 % — особи у віці 18—64 років, 4,5 % — особи у віці 65 років та старші. Медіана віку мешканця становила 25,0 року. На 100 осіб жіночої статі у місті припадало 113,7 чоловіків;  на 100 жінок у віці від 18 років та старших — 142,1 чоловіків також старших 18 років.
Середній дохід на одне домашнє господарство  становив 45 204 долари США (медіана — 40 000), а середній дохід на одну сім'ю — 51 647 доларів (медіана — 47 500). За межею бідності перебувало 39,4 % осіб, у тому числі 46,9 % дітей у віці до 18 років та 0,0 % осіб у віці 65 років та старших.
Цивільне працевлаштоване населення становило 57 осіб. Основні галузі зайнятості: освіта, охорона здоров'я та соціальна допомога — 56,1 %, публічна адміністрація — 21,1 %, транспорт — 12,3 %, роздрібна торгівля — 5,3 %.